# Astral Weeks (canción)
«Astral Weeks» es una canción del músico norirlandés Van Morrison publicada como primer tema del álbum de 1968 Astral Weeks.
Van Morrison describió la canción "Astral Weeks" como "si transformara la energía o pasara de una fuente a otra y renaciera. Recuerdo haber leído sobre el tener que morir para volver a nacer. Es una de esas canciones donde puedes ver la luz al final del túnel y eso es básicamente lo que dice la canción". Morrison comentó a Steve Turner que había trabajado en la canción durante su vuelta a Belfast en 1966 cuando visitó al pintor Cezil McCartney, quien tenía dibujos de proyecciones astrales.
La reseña de Brian Hinton sobre la canción comenta: "Todo es incierto, este renacimiento espiritual sigue siendo una cuestión, no una declaración, y Van equipara su traslado a un nuevo mundo con el sentido de estar perdido".
En la primera sesión de grabación para Astral Weeks, la canción fue la última de las cuatro grabadas. El flautista John Payne, que ya había trabajado previamente con Morrison, comentó que era la primera vez que la oía, y que aunque podía sonar como un ensayo, fue registrada en la primera y única toma.
La canción "Astral Weeks" fue clasificada en el puesto 483 de la lista de las 885 mejores canciones de todos los tiempos elaborada por los oyentes de WXPN.

## Personal
- Van Morrison: guitarra rítmica y voz
- Jay Berliner: guitarra
- Richard Davis: contrabajo
- John Payne: flauta
- Warren Smith, Jr.: percusión y vibráfono
- Larry Fallon: arreglos de cuerdas

## Versiones
"Astral Weeks" fue versionada por Glen Hansard, de The Frames y por Brian Houston.